# Dieffenbachia leopoldii
Dieffenbachia leopoldii är en kallaväxtart som beskrevs av William Bull. Dieffenbachia leopoldii ingår i släktet prickbladssläktet, och familjen kallaväxter. Inga underarter finns listade.